# Інженерний провулок (Київ, Дарницький район)
Інженерний провулок — провулок у Дарницькому районі міста Київ, у місцевості Бортничі. Пролягає від вулиці Варвари Маслюченко до кінця забудови, паралельно вулиці Демидівській та Ялинковому провулку. На Картах Google під назвою Інженерний помилково позначений сусідній Ялинковий провулок.

## Історія
Провулок виник у другій половині XX століття, офіційна назва зафіксована у 2010-х роках.